# Chess
Chess (inglés: Ajedrez) es un musical escrito por Tim Rice, Björn Ulvaeus y Benny Andersson.

## La Historia del Musical
En diciembre de 1981, cenando con Tim Rice en Estocolmo, nació el proyecto del musical Chess. La idea de utilizar metafóricamente el juego de ajedrez para una historia de amor fascinaba a Rice e intrigaba a Ulvaeus y Andersson.
El trabajo duró más de un año. Estaban convencidos de grabar el disco antes de pensar en la producción teatral. Así fue como en noviembre de 1983 comenzaron las sesiones de grabación. Contaban con Tommy Körberg, Elaine Paige, Murray Head y Barbara Dickson con los papeles principales, además de la Orquesta Sinfónica de Londres y el Coro Ambrosiano.
Presentaron el álbum a través de conciertos por toda Europa, consiguiendo vender hasta la fecha más de 2 millones de discos, además de producir 2 hits a nivel mundial como son I Know Him So Well (4 semanas n.º 1 en Inglaterra) y One Night In Bangkok.
En la primavera de 1985 Michael Bennet fue convocado para dirigir el musical.
Conocido por las puestas de “A Chorus Line” y “Dreamgirls”, Bennet era ya una leyenda en Broadway. 
Trabajando con el diseñador Robin Wagner, su ambiciosa visión de Chess incluía un inmenso tablero de ajedrez hidráulico. La historia de amor que daba sentido al musical se vio arropada por una espectacular producción. Cuatro meses antes del estreno, Bennet abandonó inesperadamente el proyecto debido a problemas de salud, y lamentablemente meses más tarde murió. Fue reemplazado por el director británico Trevor Nunn, responsable de éxitos como "Cats". Luego de muchos problemas técnicos, Chess por fin se estrenó el día previsto en el Prince Edward Theatre: 14 de mayo de 1986. El público apoyó Chess desde el principio, alcanzando los 3 años en cartelera, aunque la crítica estuvo dividida.
Trevor Nunn rediseñó la puesta para el estreno en Broadway. Con un elenco de actores prácticamente desconocidos, Chess abrió sus puertas en el Imperial Theatre el 28 de abril de 1988 con una devastadora crítica de Frank Rich en el New York Times. Asombrosamente, solo 8 semanas más tarde, Chess bajaba por última vez el telón en Broadway.
Este imprevisto no impidió que Chess siguiera estrenándose en muchos países del mundo. 
Actualmente Tim Rice está reescribiendo la historia para su posible reestreno en Broadway.

## Canciones originales
Acto I
1. "Merano"
2. "The Russian and Molokov" / "Where I Want to Be" ["El ruso y Molokov" / "Donde quiero estar"]
3. "Opening Ceremony" ["Ceremonia de apertura"]
4. "Quartet (A Model of Decorum and Tranquility)" ["Cuarteto: Un modelo de decoro y tranquilidad"]
5. "The American and Florence" / "Nobody's Side" ["El americano y Florence" / "El lado de nadie"]
6. "Chess" ["Ajedrez"]
7. "Mountain Duet" ["Dueto de la montaña"]
8. "Florence Quits" ["Florence dimite"]
9. "Embassy Lament" ["Lamento de la embajada"]
10. "Anthem" ["Himno"]

Acto II 
1. "Bangkok" / "One Night in Bangkok" ["Una noche en Bangkok"]
2. "Heaven Help My Heart" ["Que el Cielo ayude mi corazón"]
3. "Argument" ["Discusión"]
4. "I Know Him So Well" ["Lo conozco tan bien"]
5. "The Deal (No Deal)" ["El acuerdo (No acuerdo)"]
6. "Pity the Child" ["Tenga pieded del niño"]
7. "Endgame" ["Final de juego"]
8. "Epilogue: You and I" / "The Story of Chess" ["Epílogo: Tú y yo" / "La historia de ajedrez"]

## Elenco Original
- Florence - Elaine Paige
- El americano - Murray Head
- El ruso - Tommy Körberg
- Molokov - Denis Quilley
- Svetlana - Barbara Dickson
- El Árbitro - Björn Skifs

## Versiones de la historia

### Londres
Todo comienza en la ciudad de Merano, Italia donde el campeón de ajedrez de Estados Unidos, Freddy Trumper deberá defender su título contra Anatoly Sergievsky de la URSS, junto a ellos y sus respectivos equipos que los acompañan, de parte del americano están: Florence Vassy, su mano derecha y amante, y Walter De Coursey, el cual es su mánager y el dueño de la televisión que transmitirá el enfrentamiento. De parte de Anatoly solo se encuentra Alexander Molokov, el cual es su mánager y su mano derecha. Durante el transcurso del torneo Anatoly y Florence se enamoran y después de lograr ganarle a Freddy, deciden exiliarse y huir hacia Londres donde realizarán una vida nueva junto con su “amigo” Walter, el cual a espaldas de ellos ayuda a Molokov a destruir a Anatoly. Después de un año, el nuevo torneo de ajedrez se disputa en Bangkok, Tailandia, en donde ahora vemos a Freddy como el comentarista del torneo, lo cual Anatoly no ve con buenos ojos. Anatoly deberá defender su título contra el nuevo campeón ruso Leonid Vigand. Mientras tanto, Molokov y Walter tratan de persuadir a Anatoly de rendirse por cualquier método, pero este los rechaza, incluyendo el chantaje de su propia familia que abandonó hace un año. Después de todas las peleas y conflictos, Anatoly gana y decide hacer a un lado su sueño de libertad para que no le hagan daño a sus seres queridos. De este musical existe un álbum que salió en 1984 con algunas canciones editadas basadas en su versión teatral.

### Broadway
Aquí la historia cambia drásticamente, ya que el torneo de Ajedrez se realiza en Bangkok y se trasladan a Budapest unos meses después, y en esta historia el americano gana el torneo. Además esta historia se enfoca en el padre de Florence y su intento por volverla a encontrar. Aquí se presentan nuevas canciones como “Someone Else´s Story” y “Lullaby”, que son las más sobresalientes de esta historia, debido a que Björn y Benny decidieron cambiar varias de las letras sin autorización de Tim Rice. Esta obra solo duró unas cuantas semanas debido al comentario de Frank Rich, más conocido como “El Carnicero De Broadway”. Pensando que pasaría lo mismo que en Londres, se decidió lanzar un LP con la música del musical incluyendo varias canciones ya conocidas pero reescritas para dar el triunfo al americano.

### Sídney
Esta historia únicamente se desarrolla en Bangkok, y aquí relata como el amor entre Anatoly y Florence tiene que sufrir para poder salir adelante, gracias a las intervenciones de todos los demás protagonistas. Aquí Tim Rice reescribió una gran parte de la historia y letras, utilizando gran parte de las melodías de la versión de Londres para recrear una atmósfera exótica para la localización en Bangkok. Tuvo gran aceptación entre el público, aunque se estrenó en 1991 justo cuando la URSS estaba en proceso de desintegración. De esta versión no se grabó ningún soundtrack, debido a que duró muy poco en cartelera en la ciudad de Sídney.

### Dinamarca
Exactamente igual que la versión londinense, solo que aquí se incluye la canción “Someone Else´s Story” que apareciera en la versión Broadway. De este tour si se editó un soundtrack donde se incluyen las canciones no incluidas en Londres, entre las cuales se encuentran: “The Soviet Machine”, la versión larga de “The Deal”, “One More Opponent”, “Der Kleine Franz”, “Commie Newspapers”, “The Interview”, “Press Conference”, la versión diferente de “You And I” y por supuesto el “Finale”, sin olvidar Talking Chess y la versión extendida de Endgame. Pero tan pronto como Benny y Björn se dieron cuenta acerca de este acontecimiento, demandaron inmediatamente retirar estas canciones del mercado y se reeditó la banda sonora sin las canciones que venían desde un principio. La versión original del disco es un álbum muy solicitado y cotizado.

### Suecia
Esta es una nueva historia, donde se retoma como sede única para el campeonato de Ajedrez la ciudad de Merano, Italia. Esta versión muestra dos nuevas canciones y nuevos arreglos en todas las canciones originales. Las nuevas canciones que se incluyen son: “Han är en man, han är ett barn” (Él es un hombre, él es un niño) la cual la canta Svetlana y trata de los sentimientos encontrados de Svetlana hacia su marido Anatoly. La otra “Glöm mig om du kan” (Olvídame, si puedes) interpretada por Molokov, en donde el nos relata su historia de amor frustrada por su propio país. Esta producción es la primera en aplicar avances de la tecnología porque además del soundtrack en CD, este mismo sale al mercado en formato SACD y por primera vez en DVD, el cual incluye un detrás de las cámaras grabado por la esposa de Benny; Mona Nörklit.
- Datos: Q843284
- Multimedia: Chess (musical) / Q843284